# Министерство экономики и финансов Республики Корея
Министерство экономики и финансов Республики Корея контролирует финансовую политику правительства Республики Кореи. Ведомство публикует ежемесячный отчёт по национальной экономике, известный как «Зелёная книга».
Нынешним министром является Чхве Сан Мок.
Министерство выполняет также правоприменительные функции. Оно курирует Национальный налоговый трибунал и Подразделение финансовой разведки.
Министерство было образовано в 1994 году путём слияния прошлого Совета по экономическому планированию (основанного в 1961 году) и Министерства финансов (основанного в 1948 году). Штаб-квартира располагается в правительственном комплексе в городе Квачон.
В 2018 году министерство изменило своё официальное английское название на Министерство экономики и финансов, чтобы более точно отразить его роль и функции надзора за общей экономической политикой.

## Задачи
1. Планирование и координация средне- и долгосрочных социально-экономических целей в области развития и установление экономического направления политики на ежегодной основе;
2. Эффективное распределение ресурсов и оценки эффективности исполнения бюджета;
3. Планирование и реформирования налоговой политики и системы Кореи;
4. Планирование и управление политическими курсами для казны, государственного имущества, государственного бухучёта и государственного долга;
5. Координация политики в области валютных операций и международных финансов;
6. Укрепление международного сотрудничества и продвижению межкорейского экономического обмена и сотрудничества;
7. Управление и мониторинг работы государственных учреждений.

## Правительственные агентства
1. Национальная налоговая служба.
2. Таможенная служба Кореи.
3. Служба государственных закупок.
4. Статистическое управление Кореи.

## Таможенная служба Кореи на современном этапе
В современном мире таможенные администрации различных стран от лица своих правительств выполняют множество функций. Они отвечают за сбор таможенных платежей, обеспечивают безопасность общества, содействуют развитию торговли и национальному благосостоянию.
Для обеспечения экономического развития и роста национального благосостояния страны ТСК стремится максимально соответствовать принципам ответственности, прозрачности и этики в своей работе.
Таможенной администрацией Кореи разработана программа по созданию «лучшей таможенной службы». Внедряя современные технологии и инновации в работу, ТСК также прилагает большие усилия по содействию торговле без ущерба для безопасности общества.
По мнению корейских таможенников, информация о деятельности таможенной службы полезна для заинтересованных лиц и является ключевым элементом для стимулирования торговых процессов. Таможенная администрация Кореи стремится обеспечить заинтересованных лиц полной актуальной информацией в короткий срок. Просто нажав кнопку, на веб-сайте любое лицо может получить необходимую информацию, касающуюся правил пересечения таможенной границы туристами, перемещения почтовых отправлений, содействия торговле, защиты общества и многого другого.
Задача таможенной администрации Кореи заключается в:
1) создании первоклассной таможенной службы путем обеспечения быстрого обслуживания граждан, организаций, пользователей услуг;
2) защите общества от незаконной внешней торговли для удобства и безопасности населения.
Основными принципами работы являются:
– партнерство;
– уважение и гордость за свою службу;
– развитие и инновации;
– постоянное совершенствование.

### Основные функции
Корейская таможенная служба – это «лицо» Республики Кореи, защитник национальных границ. Наряду с быстрым оформлением товаров, пересекающих таможенную границу при строгом соблюдении законов, ТСК:
1) стоит на страже государственных доходов и национальной экономики;
2) предотвращает ввоз в страну товаров, угрожающих безопасности общества и жизни людей;
3) содействует развитию легальной международной торговли и туризма.

### Основные обязанности
Основные обязанности заключаются в:
– содействии торговле;
– наполнении бюджета путем прямого взимания таможенных пошлин и внутренних налогов с ввозимых товаров;
– защите отечественного производителя и общества от контрабанды;
– пресечении нелегального оборота наркотиков и огнестрельного оружия для обеспечения безопасности общества;
– обеспечении выполнения требований по перемещению опасных химических веществ и соблюдении конвенции СИТЕС в целях защиты окружающей среды;
– поддержании принципа справедливой конкуренции путем пресечения мошеннических действий, связанных со страной происхождения товаров и нарушением прав на интеллектуальную собственность;
– всесторонней борьбе с нелегальной торговлей иностранной валютой и легализацией денежных средств.

### Выполняемые задачи
Создание Всемирной торговой организации обозначило тенденции движения к интегрированному рынку вместе с распространением процессов глобализации и либерализации торговли. В этих условиях роль таможенной службы становится особенно значимой. Таможенная администрация Кореи стоит на позициях содействия торговле, защиты и безопасности общества и развития благоприятной экономической среды.
Таможенная служба Кореи, являясь частью Правительства, руководит исполнением Закона «О таможенных пошлинах». Однако это не означает, что сфера деятельности таможенного ведомства сужается только до сбора пошлин. Корейская таможенная администрация обеспечивает исполнение еще 55 национальных законов и 31 международной конвенции, касающихся вопросов ввоза/вывоза товаров и международного пассажиропотока. Кроме того, к основным задачам относится реализация основных направлений политики всех торговых ведомств: защита жизни, здоровья и окружающей среды, обеспечение национальной безопасности и др.
Закон Республики Корея «О таможенных пошлинах» включает положения о товарной классификации, таможенной оценке, сборе таможенных пошлин, таможенном оформлении, противодействии незаконной торговле. Таможенное ведомство Кореи оказывает значительное содействие развитию национальной экономики и стимулирует торговлю с помощью должного административного обеспечения и оперативного таможенного оформления и контроля товаров, пресечения незаконной торговли, включая борьбу с контрафактом и оборотом запрещенных веществ.

## Стопроцентное электронное таможенное оформление
Ранее одной из проблем корейской таможни было наличие большого объема документов. Но внедрение системы электронного обмена данными повысило эффективность работы таможенной службы многократно.
Новая система позволила освободить клиентов от необходимости посещения таможни лично, обеспечила ускорение таможенных процедур. Большая эффективность работы увеличила конкурентоспособность внешнеторговых компаний и улучшила логистическую деятельность международных фирм, стремящихся выйти на корейский рынок.
В 1994 году корейская таможенная служба одной из первых перешла на экспортно/импортное декларирование, работающее полностью в режиме онлайн.
Внедрение данной системы дало следующие преимущества:
– полностью автоматизированное, круглосуточное таможенное оформление;
– сокращение продолжительности таможенного оформления: 1,5 дня для импортных грузов и 1,5 часа для экспортных;
– сокращение расходов на 2,5 млрд. долл. в год;
– повышение прозрачности и эффективности таможенного администрирования;
– развитие отечественной индустрии информационных технологий.
За последние десять лет корейская система таможенного оформления с использованием электронного обмена данными доказала свою эффективность как в Корее, так и за рубежом.
В 2001 году эта система была признана лучшей на Антикоррупционном форуме ООН. Кроме того, в сентябре 2001 года данная система была названа лучшей в ходе оценки таможенных процедур различных стран, которая проводилась Межамериканским банком развития совместно с Азиатским банком развития. Система была признана образцом для таможенных служб во всем мире.
Для того чтобы справиться с постоянно растущим спросом со стороны пользователей Интернета и игроков онлайновых торговых сделок, корейская таможенная служба создала интернет-портал таможенного оформления, который требует ещё меньших затрат, кроме того, он удобней, чем система электронного обмена данными.
Удобный портал таможенного оформления подсоединён к национальной и международной сетям логистики и финансов, а также к провайдерам услуг электронной торговли. Пользователи Интернета могут оформить экспортно/импортные декларации, находясь дома, в офисе, таможне, в любом месте и в любое время. При использовании этой системы отслеживания результатов и процесса таможенного оформления в реальном времени данные действия стали частью повседневной жизни людей в Корее.
Функционирование интернет-портала таможенного оформления может рассматриваться в качестве вклада в создание повсеместной доступности интернет-услуг.

## Проверка и оформление пассажиров при пересечении таможенной границы Республики Корея
Пассажирам, которым нечего декларировать, следует использовать коридор «Nothing to declare» («Декларировать нечего»); пассажиры, которые имеют при себе облагаемые пошлиной товары, пользуются коридором «Goods to declare» («Товары, подлежащие декларации»). Если пассажир добровольно декларирует облагаемые таможенной пошлиной предметы, таможенная служба пропускает их заявленный объем без проверки, тем самым процедура таможенного оформления ускоряется.
Предметы, не облагаемые таможенными пошлинами:
– вещи, принадлежащие гостям страны (нерезидентам) и подлежащие вывозу из Кореи при их отъезде (общее количество таких вещей должно быть задекларировано для освобождения от таможенного обложения);
– предметы, задекларированные при выезде из Кореи и ввозимые обратно;
– купленные или полученные в дар, вне территории Кореи предметы на общую сумму до 400 долл. США;
– 1 бутылка (не более 1 литра) алкогольных напитков;
– 200 сигарет (50 сигар или 250 граммов табака);
– 2 унции духов.
Правила ввоза и вывоза валюты. При ввозе в Корею иностранной или корейской валюты на сумму свыше 10 000 долл. США об этом необходимо заявить представителю таможни. Выезжающие из Кореи нерезиденты в случае вывоза ими иностранной или корейской валюты (в том числе дорожных и банковских чеков) на сумму свыше 10 000 долл. США обязаны получить разрешение на вывоз в Банке Кореи или на таможне. В указанную сумму не включается сумма, которая была ввезена в Корею и заявлена на таможне. Граждане Республики Корея обязаны при выезде декларировать любую валюту или чеки, если их сумма превышает 10 000 долларов США.
Следует помнить, что нарушители данных правил подлежат штрафу и/или другим видам наказания в соответствии с Правилами валютного обмена.
Карантинная служба для животных. При ввозе в Корею на всех живых животных и продукты животного происхождения необходимо иметь непросроченные сертификаты, выданные правительственными органами страны проживания. По прибытии в Корею пассажир обязан уведомить обо всех ввозимых животных и продуктах животного происхождения Национальную службу ветеринарных исследований и карантина (НСВИК), в которой они должны пройти проверку. Парнокопытные животные и продукты из них, поступившие из районов, включенных в список запрещенных для импорта, подлежат отправке обратно или уничтожению.
Карантинная служба для растений
Пассажиры, имеющие при себе любые почвы или растения, включая фрукты (манго, апельсины, папайю и пр.), овощи, семена, орхидеи, рассаду или срезанные цветы, обязаны вписать эти предметы в бланк таможенной декларации и предъявить их немедленно по прибытии.
Запрещённые к ввозу растения из зоны, откуда импорт запрещён:
– свежие фрукты, такие как манго, апельсины, папайя, вишня и т. д. – из всех стран;
– черенки и саженцы яблони, винограда и т. д. – из большинства европейских стран;
– очищенные и неочищенные грецкие орехи – из большинства стран;
– почвы или растения в почве – из всех стран.

## Сотрудничество между Россией и Республикой Кореей в области таможенного дела
В апреле 2009 года состоялся официальный визит делегации ФТС России во главе с первым заместителем руководителя ФТС России В. Малининым в Республику Корея.
В первый день пребывания в Сеуле была проведена 8-я Конференция по таможенному сотрудничеству между Корейской таможенной службой (Республика Корея) и Федеральной таможенной службой (Российская Федерация). В ходе переговоров был обсуждён широкий круг вопросов, представляющих взаимный интерес. По итогам визита первый заместитель руководителя ФТС России В. Малинин и руководитель Корейской таможенной службы Ху Янг Сук подписали Протокол, в котором закреплены цели и задачи дальнейшего сотрудничества и взаимовыгодных связей между таможенными службами. Основными положениями Протокола обозначены: предварительный обмен информацией о товарах и транспортных средствах, перемещаемых между Российской Федерацией и Республикой Кореей; сотрудничество с целью решения и предупреждения затруднений, возникающих у участников ВЭД при таможенном оформлении товаров; обмен информацией и опытом по таможенным процедурам и информационным технологиям, в том числе по средствам взаимных обменов специалистами, а также ряд других направлений деятельности.
Этот документ стал естественным продолжением диалога между таможенными службами двух стран, начало которому было положено Соглашением между Правительством Республики Корея и Правительством Российской Федерации о сотрудничестве и взаимной помощи в таможенных делах, подписанным в Сеуле 19 ноября 1992 года
Также был подписан Меморандум о взаимопонимании между ФТС России и ТСК по обмену статистическими данными о внешней торговле. Меморандум послужит правовой основой для регулярного обмена данными таможенной статистики в полном объеме, налаживания устойчивого практического диалога между экспертами статистических подразделений таможенных служб двух стран. Его реализация станет не только частью работы по совершенствованию таможенного администрирования внешней торговли, но и будет являться одним из инструментов выявления правонарушений во внешнеторговой деятельности.